# Francisco Javier Aragón Mendoza
Francisco Javier Aragón Mendoza (Cadis, 2 de gener de 1969) és un exfutbolista andalús, que jugava en la posició de davanter.
Va jugar diversos partits a primera divisió amb el Cadis CF, entre 1986 i 1993. La temporada 93/94 va disputar amb els gaditans la Segona Divisió.